# 故意誤殺
故意誤殺（英語：voluntary manslaughter）是指犯罪者在情緒激動的情況下殺死一個人，而該情況會導致一個合理的人情緒或精神受擾，以致無法合理控制自己的情緒。故意誤殺是誤殺的兩種主要類型之一，另一種是非故意誤殺。

## 激怒

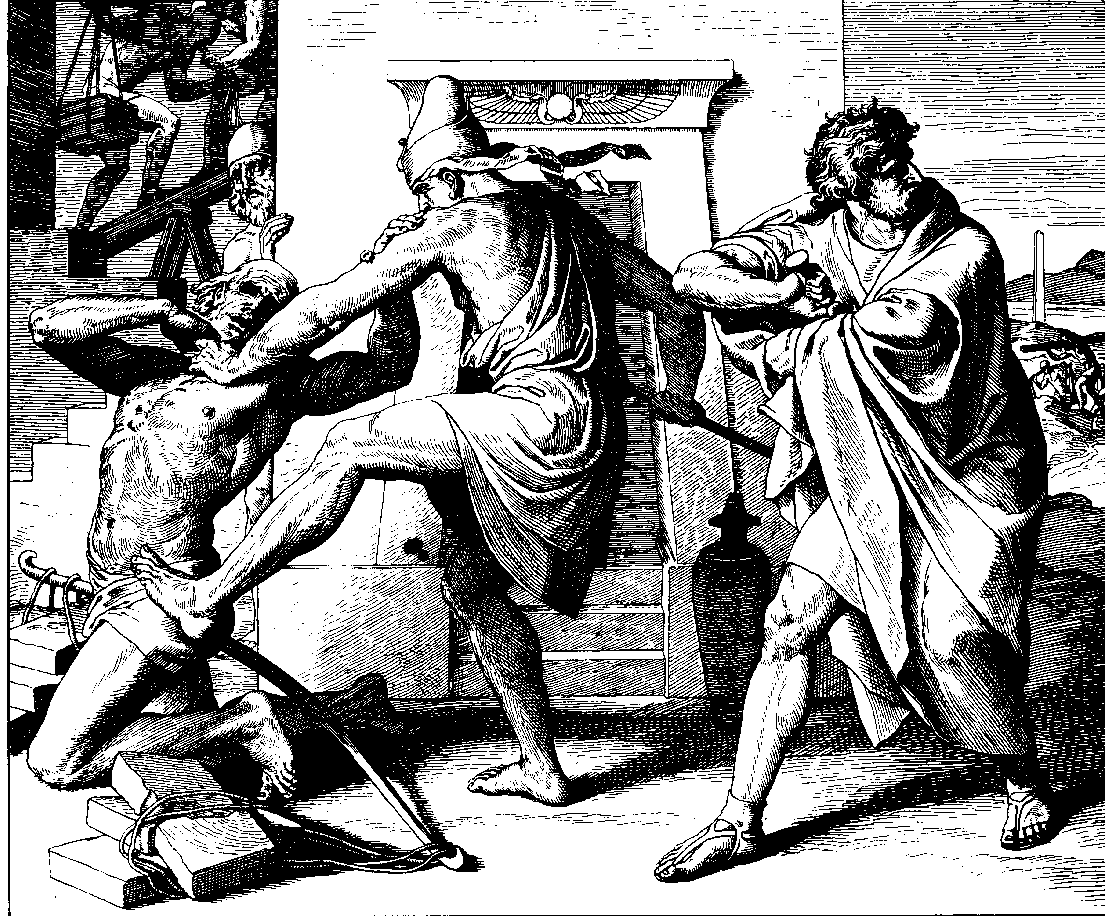
Julius Schnorr von Carolsfeld於1860年創作的木刻作品

激怒為殺人事件發生的原因之一。「充分」或「合理」的激怒是故意誤殺與謀殺之間的分別。如果激怒會導致一個合理的人喪失自我控制，激怒就被認為是充分的。

## 心態

### 殺人意圖
故意誤殺需要與謀殺相同的意圖。當被告人的罪責被否定或因充分的激怒而減輕時，謀殺控罪就會減輕為誤殺。